# 海德 (大曼彻斯特郡)
海德（英語：Hyde）是英格兰大曼徹斯特郡坦姆赛德的一个小镇。它位于斯托克波特东北5英里（8公里），格洛索普以西6英里（10公里），曼彻斯特以东7.2英里（12公里）。人口为34,003人（2011年统计）。